# Пфеффернус

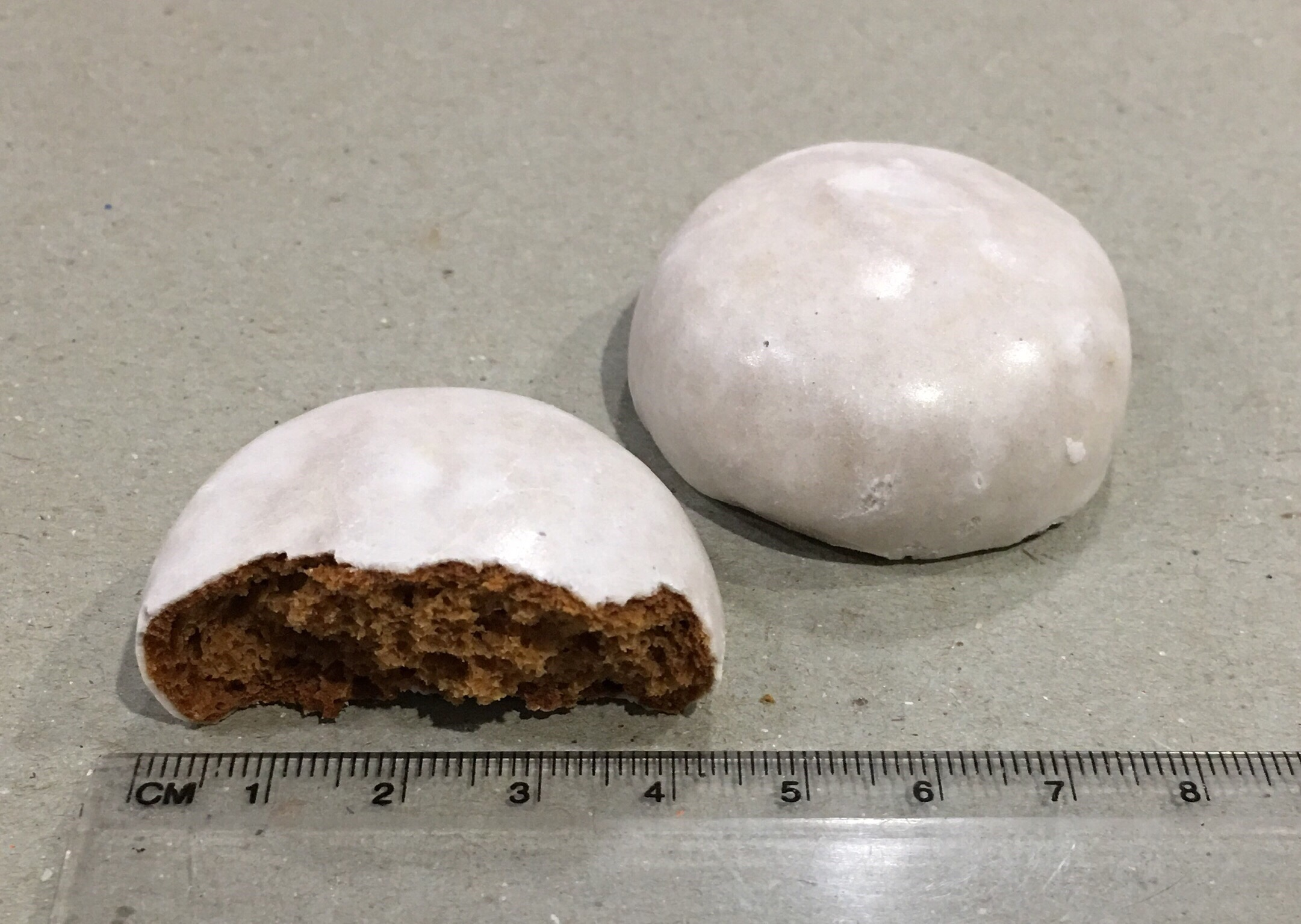
Пфеффернусы

Пфе́ффернус (нем. Pfeffernuss — букв. «перечный орех») — немецкое пряничное изделие обычно в виде маленьких ароматных покрытых белой сахарной глазурью пряников из замешанного вручную на чистом густом меду или меду-самотёке, выдержанного длительное время заварного пряничного теста. Несмотря на скромный внешний вид, считаются вершиной мастерства в пряничном ремесле. Обычно пфеффернусы пекут к первому воскресенью адвента.
Вопреки названию, в пфеффернусах обычно нет перца, но присутствует смесь так называемой «пряничной приправы» («сухие духи») из корицы, гвоздики, имбиря, кардамона, аниса и мускатного ореха, ведь в Средние века словом «пфеффер» обозначались не только чёрный перец, но и другие экзотические заморские пряности. Круглый пфеффернус напоминает по форме половинку грецкого ореха, кроме того, раньше густое и тяжёлое тесто для них замешивали на ржаной муке, и готовые твёрдые пфеффернусы громко бились друг о друга как орехи. Вкус пфеффернусов раскрывается полностью только в процессе пережёвывания.
В Германии пфеффернусы пекут в различных региональных вариантах. С XVIII века пфеффернусы были специалитетом гессенского Оффенбаха-на-Майне. И. В. Гёте любил оффенбахские пфеффернусы и заказывал их себе в Веймар, а Феликс Мендельсон якобы специально за ними ездил в Оффенбах. До 1980-х годов оффенбахские пфеффернусы подавали в Гессене на официальных приёмах. В вестфальском Энгере пфеффернусы пекут в ноябре ко Дню святого Мартина и обычно едят ещё горячими. В Мекленбурге на свекловичном сиропе пекут «коричневые» пфеффернусы — без глазури. Пфеффернусы популярны у меннонитов в США и Канаде.